# John Beaumont
John Beaumont KG (ur. 1361 w Brabancji, zm. 9 września 1396 w Stirling) – angielski szlachcic, syn Henry’ego Beaumonta, 3. barona Beaumont, i Margaret de Vere, córki 7. hrabiego Oxford.
Po śmierci ojca w 1369 r. został 4. baronem Beaumont. 23 kwietnia 1377 r. został pasowany na rycerza przez króla Edwarda III. Następnie walczył we Francji przeciwko wojskom antypapieża Klemensa VII. Przed 1389 r. był strażnikiem Zachodnich Marchii na pograniczu szkockim. W 1386 r. wszedł w skład Tajnej Rady. W latach 1392–1396 był lordem strażnikiem Pięciu Portów i konstablem zamku Dover. W 1393 r. został kawalerem Orderu Podwiązki.
Jego żoną była Catherine Everingham (zm. 1426), córka Thomasa Everinghama. John miał z nią trzech synów i trzy córki:
- Elizabeth Beaumont (zm. po 20 lipca 1415), żona Williama de Botreaux, 3. barona Botreaux, miała dzieci
- Eleanor Beaumont, zakonnica w Amesbury
- Margaret Beaumont, zakonnica w Dartford
- Henry Beaumont (ok. 1380 – czerwiec 1413), 5. baron Beaumont
- sir Thomas Beaumont (przed 1396–1457), pan de Basqueville, ożenił się z Philippine Maureward, jego potomkiem był George Villiers, 1. książę Buckingham
- Richard Beaumont (ur. przed 1356)

Beaumont zmarł w 1396 r. Został pochowany w Sempringham w hrabstwie Lincolnshire. Jego testament (datowany na 8 września 1396) został otworzony w Lincoln 26 października 1396 r.